# Arsamès (Cilicie)
Pour les articles homonymes, voir Arsamès.
Arsamès (en persan: آرشام) est le satrape de Cilicie, nommé en 334 av. J.-C. par Darius III en remplacement de Mazaios, qui tente en 333 av. J.-C. de s'opposer au passage d'Alexandre le Grand. Il applique à sa satrapie la politique de la terre brûlée autrefois préconisée par Memnon de Rhodes, mais néglige de faire garder sérieusement la passe des Portes de Cilicie, ce qui permet à Alexandre de pénétrer aisément en Cilicie.